# ترنس هیز

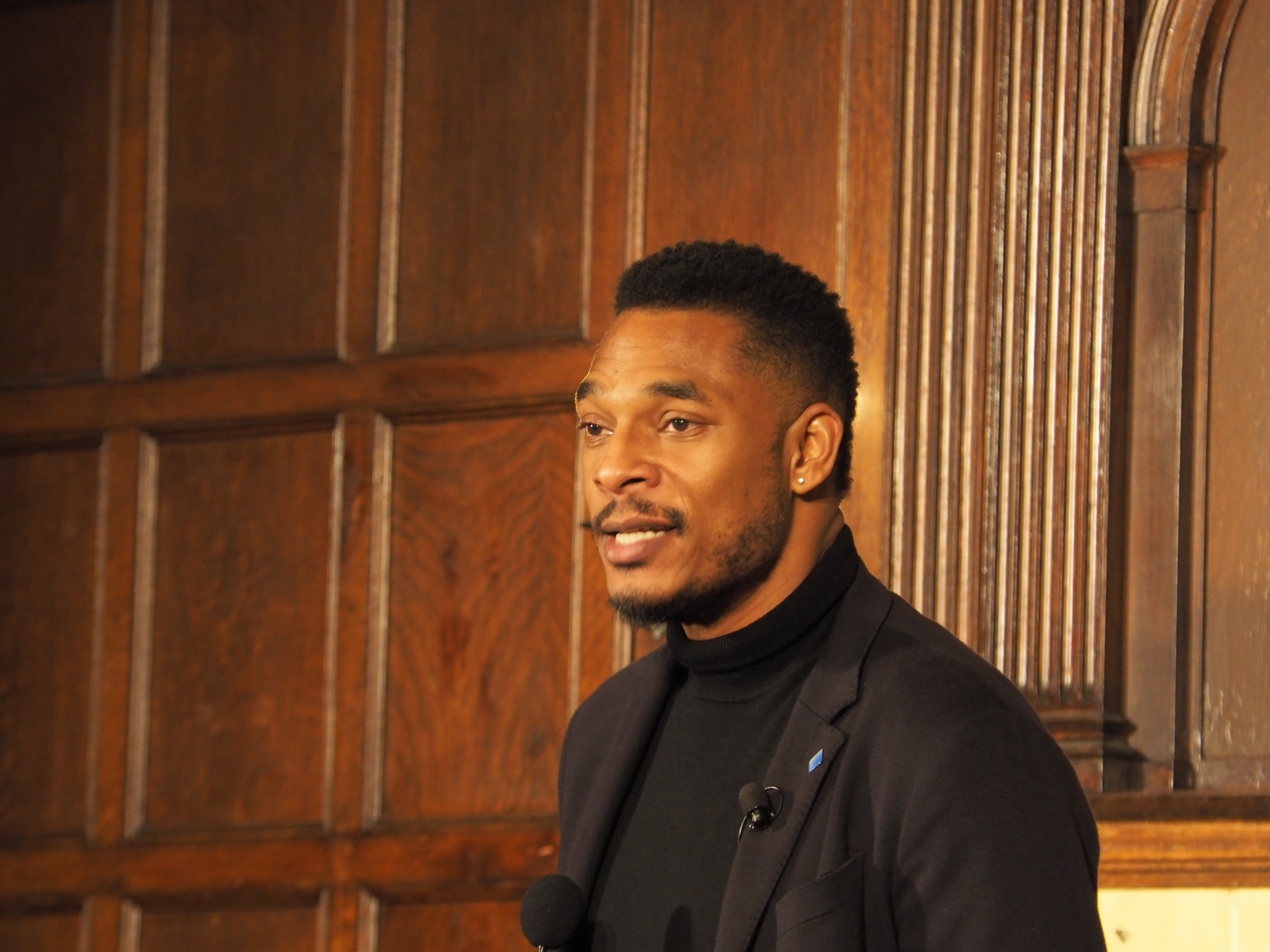
ترنس هیز در لنن سنتر ۲۰۲۰

ترنس هیز (متولد ۱۸ نوامبر ۱۹۷۱) شاعر و مربی آمریکایی است که هفت مجموعه شعر منتشر کرده‌است. مجموعه سال ۲۰۱۰ او، Lighthead (= سر نور)، برنده جایزه کتاب ملی برای شعر در سال ۲۰۱۰ شد. در سپتامبر ۲۰۱۴، او یکی از ۲۱ دریافت کننده بورسیه معتبر مک آرتور بود که به افرادی اعطا شد که خلاقیت برجسته ای در کار خود از خود نشان می‌دادند.

## آثار
اولین کتاب شعر هیز، موسیقی عضلانی (۱۹۹۹) برنده جایزه وایتینگ و جایزه کشف کیت تافتز شد. مجموعه دوم او، منطق هیپ (۲۰۰۲)، برنده مجموعه شعر ملی شد، فینالیست جایزه کتاب لس آنجلس تایمز و نایب قهرمان جایزه جیمز لافلین از آکادمی شاعران آمریکا شد. او برنده جایزه کتاب ملی برای سر نور شد (که در آن شکل شاعرانه " بیل طلایی " را اختراع کرد).